# 드림스 (2024년 영화)
"드림스"(노르웨이어: Drømmer, 영어: Dreams (Sex Love))는 2024년 개봉한 노르웨이의 드라마 영화이다. 다그 요한 하우거루드가 감독과 각본을 맡았으며, "성,꿈,사랑" 3부작의 마지막 작품이다. 제75회(2025년) 베를린 국제 영화제 황금곰상 수상작이다.